# Jesús Olmos Moreno
Jesús Olmos Moreno (Chihuahua; 20 de julio de 1910-Chihuahua; 25 de octubre de 1988) fue un  jugador de baloncesto mexicano. Fue medalla de bronce con México en los Juegos Olímpicos de Berlín de 1936.
Olmos fue médico cirujano por la Facultad de Medicina de la Universidad Nacional Autónoma de México y llegó a ser presidente municipal de Chihuahua para el periodo comprendido entre 1959 y 1962.